# 偏磷酸铵
偏磷酸铵（Ammonium metaphosphate），分子式NH4PO3。分子量98.97。

## 性质
粒状固体。稍有吸湿性，不结块。

## 制备
由五氧化二磷、氨气与水蒸气反应而得。
{\displaystyle {\rm {\ P_{2}O_{5}+2NH_{3}+H_{2}O\rightarrow 2NH_{4}PO_{3}}}}

## 用途
用作高浓度的氮磷复合肥料。